# Giuseppe Lauria
Giuseppe Lauria (Napoli, 8 febbraio 1805 – Napoli, 18 agosto 1879) è stato un magistrato e politico italiano, consigliere di Stato.